# عاصم بوت (رسام)
عاصم بوت (بالإنجليزية: Asim Butt)‏ هو رسام باكستاني، ولد في 26 مارس 1978 في كراتشي في باكستان، وتوفي بنفس المكان في 15 يناير 2010 بسبب شنق.